# Сплитска катедрала
Сплитската катедрала „Успевние Богородично“, известна като „Свети Домниус“ (на хърватски: Katedrala Svetog Duje), е католическа катедрала и паметник на архитектурата в Сплит Хърватия.
Катедралата е седалище на Сплитско-макарската архиепархия, оглавена от архиепископ Марин Баришич. В основната част на катедралата се разполага бившият императорски мавзолей на Диоклециан. Включена е в Списъка на световното културно и природно наследство на ЮНЕСКО, където присъства и Диоклециановият дворец. Построена през 305 година, това е най-старата катедрала в света.
Тя е кръстена на Свети Домниус (или Дуйе) – светец-покровител на Сплит, който става епископ на Солин (някогашната Салона (Salonae)) през III век. Тогава Салона изпълнява функцията на столица на провинция Далмация. Свети Домниус умира редом с други седем християни в гоненията на император Диоклециан. Тук са положени реликвите на светеца.

## Архитектура
Диоклециановият дворец (на хърватски: Dioklecijanova palača) е сграда в центъра на Сплит, построена за император Диоклециан (роден в Салона) през IV век. На кръстопътя на две главни улици вътре в очертанията на двореца, кардо и декуманус, има вътрешен двор (перистил) – единственият начин да се стигне до катедралата оттам е в посока изток.
„Свети Домниус“ се състои от три части, всяка от които построена през различен период. Основната част е именно дворецът, който датира от края на III век. Целият дворец, в това число и мавзолеят, е построен с висококачествен местен бял варовик и мрамор, по-голямата част от който е добита от мраморни кариери на остров Брач. От околностите на река Ядро е взета туфа, а необходимите тухли са направени в различни фабрики.
По-късно, през XVII век, е добавен хор към източната страна на мавзолея, a паралелно с това и главен олтар. За тази цел източната стена е съборена.
Изграждането на камбанарията започва през XIII век и продължава повече от две столетия – това е причината да се открива смесица между романски и готически стил. Тя е една от най-добре запазените по цялото Адриатическото крайбрежие. Първите строители и проектанти не са известни, но се знае, че през XV век Никола Твърдое ръководи процедура по строителство. Сред дарителите, с изключение на сплитчани, са Бела IV и съпругата му Мария, Иван Франкопан Цетински и Колафиса. През 1908 година претърпява реконструкция и много автентични скулптури са премахнати.

## Интериор
Въпреки промяната на бившия мавзолей в християнски храм, повечето елементи от интериора остават непокътнати. Два реда колони са богато украсени с фризи. По римско време куполът е бил украсен с мозайка, но до днес не е останало нищо. В центъра на съоръжението били разположени саркофази, унищожени през VII век. Под купола е запазен барелеф, изобразяващ Диоклециан и съпругата му в лаврови венци.
Един от най-добрите примери за романската архитектура в Хърватия са дървените врати на катедралата, изработени от художника и скулптор Андрия Бувина около 1214 година. Украсени с пищни орнаменти, те съдържат 14 сцени от житието на Иисус Христос. Размерите им са 5,3 на 3,6 метра.
В страничен параклис, намиращ се в югоизточната част на катедралата, има готически олтар от XV век, дело на миланския скулптор и архитект Бонино да Милано. Северният олтар се появява три века по-късно, създаден от Джовани Морлайтер. Олтарът на параклиса на Свети Станислав в североизточната част съдържа релефни изображения, показващи бичуването на Христос и направени от Джорджо Орсини.
Криптата също има романски произход, а през християнския период тя е посветена на Света Луция. В съкровищницата се съхраняват най-различни предмети на църковното изкуство: ковчези с мощи, икони и др. Открити са много средновековни книги и ръкописи.

## Галерия
- Камбанарията на катедралата е главен символ на града
- Върхът на катедралата
- Изглед отвътре
- Детайл
- Катедралата през нощта